# Миха Зупан
Миха Зупан (Крањ, 13. септембар 1982) је бивши словеначки кошаркаш. Играо је на позицији крилног центра.

## Успеси

### Клупски
- Олимпија Љубљана:
  - Првенство Словеније (2): 2007/08, 2011/12, 2012/13, 2013/14.
  - Куп Словеније (2): 2008, 2009.

- Спартак Санкт Петербург:
  - Куп Русије (1): 2011.